# Зли Тони
Антоније Стојиљковић, познатији под уметничким именом Зли Тони (изв. Zly Tony; Ниш) српски је репер, композитор и текстописац.
Са Ролексом и Миретом је 2007. године основао групу One Shot. Током 2009. године сарађивао је са Рексоном и гостовао је на песми Спреман сам која представља део Рексониног микстејпа У гостима.
Са One Shot-ом је почетком 2012. године објавио микстејп под називом One Shot Mixtape. На албуму се налази 19 песама, а као гости појављују се бројни музичари, међу којима и Фурио Ђунта, Дениро, Икац, 90 Наз и McN. Крајем исте године група је објавила сингл Лице медузе за који је Цоби радио музику.
Сарадњу са Растом започео је 2013. године, када су за Басивити објавили песму Сомалија. Пратеће вокале на песми пева Eeva, а, као и за већину песама Басивитија тог доба, и за ову је продукцију радио Цоби, а микс JanZoo. Заједно са Арафатом и Марлоном Бруталом је почетком 2014. објавио песму Нисам то што мислиш. Октобра 2014. године најавио је нови албум под називом Тони је истина објавивши петоминутни микс песама које ће се наћи на истом, а које је продуцирао Цоби. Албум је требало да буде издат за продукцијску кућу Басивити, међутим, никада није објављен.
Зли Тони је, заједно са још неколико музичара, лета 2015. године основао продукцијску кућу Балкатон, на челу са Растом.
Године 2017. сарађивао је са Фуриом Ђунтом на његовом албуму Време ничега, са којим је снимио песму Нико не чува град, а албум је издат за продукцијску кућу IDJVideos. Маја исте године објавио је песму Боли глава заједно са Рином. Музику је радио Тони, заједно са Цобијем и Растом, а песму је издао IDJVideos.
Почетком 2018. године објавио је ремикс своје песме Лице медузе коју је раније објавио заједно са Миретом и Цобијем као део групе One Shot. У ремиксу који је изашао за Басивити, а који ће се наћи на дебитантском соло албуму Тони је истина, придружују му се Сивило, Рексона и Кенди.

## Дискографија

### Албуми
One Shot
| №   | Назив                                                                                       | Трајање |  |
| 1.  | Реп није мртав (ft. 90 Наз)                                                                 |         |  |
| 2.  | Треба да знате (ft. Дениро)                                                                 |         |  |
| 3.  | Проблем                                                                                     |         |  |
| 4.  | One Shot Radio                                                                              |         |  |
| 5.  | Са нама                                                                                     |         |  |
| 6.  | Докторе (ft. Фурио Ђунта)                                                                   |         |  |
| 7.  | Сви ме виде                                                                                 |         |  |
| 8.  | Air Max и 20 евра (ft. Икац)                                                                |         |  |
| 9.  | Љубави                                                                                      |         |  |
| 10. | Достава                                                                                     |         |  |
| 11. | Мораш сам                                                                                   |         |  |
| 12. | Могли би да пробамо                                                                         |         |  |
| 13. | Busy (ft. McN)                                                                              |         |  |
| 14. | Не могу да престанем (ft. 90 Наз)                                                           |         |  |
| 15. | Дај ми само један осмех                                                                     |         |  |
| 16. | Штек                                                                                        |         |  |
| 17. | Шта је то? (ft. Икац)                                                                       |         |  |
| 18. | Сине                                                                                        |         |  |
| 19. | Затварање (ft. Фурио Ђунта, Демонио, Дрипац, Сивило, Рексона, McN, Стефан THC, Мјан, Тимбе) |         |  |

Соло
| №   | Назив                                                                                      | Трајање |  |
| 1.  | 3BG                                                                                        |         |  |
| 2.  | Комодо змај                                                                                |         |  |
| 3.  | Где сте                                                                                    |         |  |
| 4.  | Лула Мира (ft. Мали Мире)                                                                  |         |  |
| 5.  | Лице медузе (ремикс, ft. Кенди, Рексона, Сивило)                                           |         |  |
| 6.  | Хеј Б (ft. Фурио Ђунта)                                                                    |         |  |
| 7.  | Фолк звезда (ft. Цоби)                                                                     |         |  |
| 8.  | Pill (ft. Boyana)                                                                          |         |  |
| 9.  | Најлепше рибе раде најпрљавије ствари (ft. Раста)                                          |         |  |
| 10. | Сомалија (Басивити ремикс, ft. Арафат, Фурио Ђунта, Мали Мире, Раста, Риста, Струка, Жути) |         |  |
| 11. | Нисам то што мислиш (ft. Арафат, Марлон Брутал)                                            |         |  |

### Синглови
One Shot
- Air max и 20 евра (ft. Икац, 2008)
- Све ваше нове форе моје су старе у ствари[15] (2009)
- Боље буди јак чак и кад си слаб (2010)
- Само ме прати (2011)
- Лице медузе (2012)

Соло
- То сам ја
- Ко је
- Проблем
- Превише добар (ft. Ролекс, 2009)
- Спреман сам (ft. Рексона, 2009)
- Као прво (2010)
- Тонили Тонили (2010)
- Много луд реп (2011)
- Крваво (ft. Мали Мире, 90 Наз, 2011)
- Сомалија (ft. Раста, 2013)
- 3GB (2014)
- Секс манијак (ft. Јура, Раста, 2014)
- Нисам то што мислиш (ft. Арафат, Марлон Брутал, 2014)
- Време лечи све (ft. Демонио, Ролекс, Фурио Ђунта, 2015)
- Комодо змај (2015)
- Foreign (ft. Раста, 2015)
- Армани (ft. Раста, Мали Мире, 2016)
- Најпрљавије ствари (ft. Раста, 2016)
- Нико не чува град (ft. Фурио Ђунта, 2017)
- Боли глава (ft. Рина, 2017)
- Предигра (ft. Раста, 2017)
- Лице медузе (ремикс, ft. Сивило, Рексона, Кенди, 2018)
- Фолк звезда (ft. Цоби, 2018)